# Cis fernandezianus
Cis fernandezianus là một loài bọ cánh cứng trong họ Ciidae. Loài này được Lesne miêu tả khoa học năm 1924.